# Championnat du circuit de snooker 2023
Le championnat du circuit 2023 est un tournoi de snooker de catégorie classée comptant pour la saison 2022-2023. L'épreuve se déroule du 27 mars au 2 avril 2023 à la Bonus Arena de Hull, au Angleterre. Elle est organisée par la WPBSA et parrainée par la société Duelbits.

## Déroulement

### Contexte avant le tournoi
Ce tournoi se présente comme la troisième et dernière épreuve de la Coupe Duelbits, un ensemble de trois tournois britanniques inscrits au programme de la saison 2022-2023 de snooker. Il a commencé en janvier avec le Grand Prix mondial et s'est poursuivi en février avec le championnat des joueurs. Le dirigeant de la WPBSA Barry Hearn a décidé de mettre en place ce trio de tournois afin d'animer la fin de saison à la manière de la FedEx Cup en golf. En effet, le champ des joueurs se réduit au fur et à mesure des tournois : ils sont 32 qualifiés pour le Grand Prix mondial, puis 16 pour le championnat des joueurs et seulement 8 pour ce tournoi, en se basant sur le classement mondial de la saison en cours.
Le double tenant du titre est Neil Robertson, qui défendu son titre l'an passé en battant John Higgins sur une manche décisive,.

### Faits marquants
Ryan Day réalise le 3e break de 147 points de sa carrière, avec deux dernières billes rouges particulièrement ardues. Il s'agit du premier break maximum de l'histoire de ce tournoi. Le Gallois réussit également l'exploit rare de réaliser un break avec 16 billes rouges au cours du même match.
La demi-finale entre Shaun Murphy et Mark Selby, deux anciens champions du monde, est une rencontre très serrée. A 6 manches partout, Murphy remporte trois manches consécutives pour se placer aux portes de la finale, mais Selby riposte avec résilience pour disputer une manche décisive. Murphy prévaut à l'issue d'un véritable classic. Dans l'autre demi-finale, Kyren Wilson ne laisse aucune chance à Ding Junhui en compilant six centuries.
Comme lors de ses deux premiers matchs, Kyren Wilson débute la finale en remportant les quatre premières manches, mais Shaun Murphy parvient à restaurer un score de parité à l'issue de la première session. Murphy domine la session du soir et s'impose sur le score de 10 manches à 7. Il remporte ainsi son 11e tournoi classé en carrière et s'adjuge la Duelbits Series. Murphy devient le troisième joueur à remporter à la fois le Grand Prix mondial, le championnat des joueurs et le championnat du circuit, avec Ronnie O'Sullivan et Neil Robertson.

## Dotation
La répartition des prix est la suivante :
- Vainqueur : 150 000 £
- Finaliste : 60 000 £
- Demi-finaliste : 40 000 £
- Quart de finaliste : 20 000 £
- Meilleur break : 10 000 £

Dotation totale : 380 000 £

## Liste des qualifiés
Selon une liste spécifique établie sur la saison en cours — à l'opposé des classements usuels établis sur deux années —, les 8 joueurs qualifiés sont ceux ayant obtenu le plus de points depuis le Championnat de la ligue 2022 (tournoi classé) et le Classique de snooker 2023.
| Rang | Joueur         | Points totaux | Résultat         | Résultat                 |
| ---- | -------------- | ------------- | ---------------- | ------------------------ |
| 1    | Mark Allen     | 530 500       | Quarts de finale | éliminé par Ding Junhui  |
| 2    | Shaun Murphy   | 240 000       | Vainqueur        | face à Kyren Wilson      |
| 3    | Mark Selby     | 215 500       | Demi-finales     | éliminé par Shaun Murphy |
| 4    | Ali Carter     | 203 500       | Quarts de finale | éliminé par Kyren Wilson |
| 5    | Kyren Wilson   | 179 000       | Finale           | éliminé par Shaun Murphy |
| 6    | Ryan Day       | 159 000       | Quarts de finale | éliminé par Mark Selby   |
| 7    | Robert Milkins | 157 500       | Quarts de finale | éliminé par Shaun Murphy |
| 8    | Ding Junhui    | 140 500       | Demi-finales     | éliminé par Kyren Wilson |

## Tableau
|  | Quarts de finale au meilleur des 19 manches | Quarts de finale au meilleur des 19 manches | Quarts de finale au meilleur des 19 manches |              |              | Demi-finales au meilleur des 19 manches | Demi-finales au meilleur des 19 manches | Demi-finales au meilleur des 19 manches |  |  | Finale au meilleur des 19 manches | Finale au meilleur des 19 manches | Finale au meilleur des 19 manches |
|  |                                             |                                             |                                             |              |              |                                         |                                         |                                         |  |  |                                   |                                   |                                   |
|  | 1                                           | Mark Allen                                  | 5                                           |              |              |                                         |                                         |                                         |  |  |                                   |                                   |                                   |
|  | 8                                           | Ding Junhui                                 | 10                                          |              |              |                                         |                                         |                                         |  |  |                                   |                                   |                                   |
|  | 8                                           | Ding Junhui                                 | 10                                          |              | 8            | Ding Junhui                             | 5                                       |                                         |  |  |                                   |                                   |                                   |
|  |                                             |                                             |                                             |              | 8            | Ding Junhui                             | 5                                       |                                         |  |  |                                   |                                   |                                   |
|  |                                             | 5                                           | Kyren Wilson                                | 10           |              |                                         |                                         |                                         |  |  |                                   |                                   |                                   |
|  | 4                                           | 5                                           | Kyren Wilson                                | 10           | Ali Carter   | 4                                       |                                         |                                         |  |  |                                   |                                   |                                   |
|  | 4                                           |                                             |                                             |              | Ali Carter   | 4                                       |                                         |                                         |  |  |                                   |                                   |                                   |
|  | 5                                           | Kyren Wilson                                | 10                                          |              |              |                                         |                                         |                                         |  |  |                                   |                                   |                                   |
|  |                                             |                                             |                                             |              |              |                                         |                                         |                                         |  |  | 5                                 | Kyren Wilson                      | 7                                 |
|  |                                             |                                             | 2                                           | Shaun Murphy | 10           |                                         |                                         |                                         |  |  |                                   |                                   |                                   |
|  | 3                                           | Mark Selby                                  | 10                                          |              |              |                                         |                                         |                                         |  |  |                                   |                                   |                                   |
|  | 6                                           | Ryan Day                                    | 7                                           |              |              |                                         |                                         |                                         |  |  |                                   |                                   |                                   |
|  | 6                                           | Ryan Day                                    | 7                                           |              | 3            | Mark Selby                              | 9                                       |                                         |  |  |                                   |                                   |                                   |
|  |                                             |                                             |                                             |              | 3            | Mark Selby                              | 9                                       |                                         |  |  |                                   |                                   |                                   |
|  |                                             | 2                                           | Shaun Murphy                                | 10           |              |                                         |                                         |                                         |  |  |                                   |                                   |                                   |
|  | 2                                           | 2                                           | Shaun Murphy                                | 10           | Shaun Murphy | 10                                      |                                         |                                         |  |  |                                   |                                   |                                   |
|  | 2                                           |                                             |                                             |              | Shaun Murphy | 10                                      |                                         |                                         |  |  |                                   |                                   |                                   |
|  | 7                                           | Robert Milkins                              | 8                                           |              |              |                                         |                                         |                                         |  |  |                                   |                                   |                                   |

## Finale
| Finale au meilleur des 19 manches Arbitre : Malgorzata Kanieska |                          |                         |
| Kyren Wilson Angleterre                                         | 7 - 10 ( - )             | Shaun Murphy Angleterre |
| 2 111                                                           | Centuries Meilleur break | 2 131                   |
| Shaun Murphy remporte le championnat du circuit 2023            |                          |                         |

## Centuries
- 147, 139  Ryan Day
- 137, 130, 118, 115, 111, 108, 107, 103, 100  Kyren Wilson
- 132, 131, 106  Mark Selby
- 131, 128, 115, 106, 100  Shaun Murphy
- 131  Ali Carter
- 116, 113  Ding Junhui